# Svenarums socken
Svenarums socken i Småland ingick i Västra härad, ingår sedan 1971 i Vaggeryds kommun i Jönköpings län och motsvarar från 2016 Svenarums distrikt.
Socknens areal är 186,71 kvadratkilometer, varav land 179,71. År 2000 fanns här 1 266 invånare. Tätorten Hok samt kyrkbyn Svenarum med sockenkyrkan Svenarums kyrka ligger i socknen. 

## Administrativ historik
Svenarums socken har medeltida ursprung.
Vid kommunreformen 1862 övergick socknens ansvar för de kyrkliga frågorna till Svenarums församling och för de borgerliga frågorna till Svenarums landskommun. Landskommunen inkorporerades 1952 i Vrigstads landskommun innan den 1971 uppgick i Vaggeryds kommun.
1 januari 2016 inrättades distriktet Svenarum, med samma omfattning som församlingen hade 1999/2000.  
Socknen har tillhört samma fögderier och domsagor som Västra härad. De indelta soldaterna tillhörde Jönköpings regemente, Mo härads kompani, och Smålands grenadjärkår, Livkompaniet.

## Geografi
Svenarums socken ligger kring Härån sydost om Vaggeryd och når i nordost upp till 358 meter över havet. Socknen består av mossrik skogsmark.

## Historia
Redan 1842 kom "roparna" till bygden. Första missionshuset byggdes i Torarp 1861 som följdes av ytterligare 5 möteslokaler i socknen.

### Fornlämningar
Cirka 320 fornlämningar är kända. Fyra hällkistor från stenåldern, några stensättningar från bronsåldern och ett tjugotal järnåldersgravfält med domarringar finns här, liksom två runristningar. Vid Alnaberget finns två jättegrytor som använts som offerkällor.

## Namnet
Namnet (1281 Swethnarum, 1390 Svidhnarum), taget från kyrkbyn, innehållet förledet svedja och efterledet rum, öppen gård.
Före 22 oktober 1927 skrevs socken även Svennarums socken.

### Fotnoter
1. 1 2 3  Svensk Uppslagsbok andra upplagan 1947–1955: Svenarum socken
2. 1 2  Harlén, Hans; Harlén Eivy (2003). Sverige från A till Ö: geografisk-historisk uppslagsbok. Stockholm: Kommentus. Libris 9337075. ISBN 91-7345-139-8
3. ↑  Administrativ historik för Svenarum socken (Klicka på församlingsposten). Källa: Nationella arkivdatabasen, Riksarkivet.
4. ↑  Indelta soldater, torp och rotar i Jönköpings län Arkiverad 24 januari 2012 hämtat från the Wayback Machine. Jönköpingsbygdens Genealogiska Förening
5. 1 2  Sjögren, Otto (1931). Sverige geografisk beskrivning del 2 Östergötlands, Jönköpings, Kronobergs, Kalmar och Gotlands län. Stockholm: Wahlström & Widstrand. Libris 9939
6. 1 2 3  Nationalencyklopedin
7. ↑  Sveriges bebyggelsen, Landsbygden, Jönköpings län Del 2
8. ↑  Fornlämningar, Statens historiska museum: Svenarums socken
9. ↑  Fornminnesregistret, Riksantikvarieämbetet: Svenarums socken Fornminnen i socknen erhålls på kartan genom att skriva in sockennamn (utan "socken") i "Ange geografiskt område"